# 차황초등학교 황매분교
차황초등학교 황매분교는 경상남도 산청군 차황면 황매산로 1126-7 (법평리)에 있었던 분교이다.

## 연혁
- 1939년 5월 13일 차황공립심상소학교 부설 황매간이학교 설립인가
- 1944년 4월 1일 차황공립국민학교 황매분교장 인가
- 1959년 11월 20일 현 교사로 이전
- 1961년 11월 24일 황매국민학교로 승격
- 1972년 7월 26일 부산 동주여자상업고등학교와 자매결연
- 1985년 9월 1일 병설유치원 개원
- 1991년 3월 1일 차황국민학교 황매분교장
- 1999년 2월 19일 제37회 졸업식(총 834명)
- 1999년 9월 1일 본교로 통폐합